# Carlo Biscaretti di Ruffia
Comte Carlo Biscaretti di Ruffia (24 août 1879 à Turin - 7 septembre 1959 à Ripafratta, San Giuliano Terme près de Pise) était un artiste italien, designer, industriel, journaliste et surtout un enthousiaste de l’automobile .

## Origine
C’était le fils de ‘Roberto Biscaretti di Ruffia’, un sénateur italien, qui était impliqué dans la constitution de la société Fiat (1899) 
Dans sa jeunesse, Carlo assista à la première course automobile italienne allant de (Turin à Asti et retour à Turin en 1896).
En 1898, il s’inscrit à l’ "Automobile club di Torino" (dont il sera président jusqu’en 1948).

## Débuts
Biscaretti di Ruffia fut diplômé de droit en 1904 et travailla dans l’usine de Genève pour la  "Filiale di Fabbre e Gagliardi", un magasin d’accessoires de vélos, avant de partir pour Rome pour assurer le fonctionnement des bureaux des ‘Carrosserie Alessio’.

## Carrière
De retour chez lui à Turin, il mit en place le "Studio Tecnico Carlo Biscaretti" dans la  ‘via della Rocca 22, Turin. 
Il fut impliqué dans la conception des véhicules type 51 de la société Itala) et travailla pour  Michelin puis contribua à plusieurs journaux automobiles et de moteurs.
Il fut aussi impliqué dans l’organisation du Salon de l'automobile de Turin.
Il se mit à collectionner les véhicules dès 1933 et surtout fonda le  Musée de l'Automobile de Turin "Carlo Biscaretti di Ruffia", qui fut ouvert en 1960 après sa mort .